# Tic
Tics (fransk: tic: muskeltrækning) kan dels være ufrivillige muskelbevægelser, dels ufrivillige lyde og ord. I forbindelse med Tourettes syndrom kan både de motoriske og vokale tics forekomme. Midlertidige tics forekommer hos ca. hvert femte barn.
Motoriske tics, der især ses hos drenge, kan involvere forskellige muskelgrupper, og kan indebære såvel blinken med øjnene og at man hopper, spytter og bevæger hele hovedet. Vokale tics indebærer, at man siger (typisk upassende) ord og lyde, uden at ville det. Tics skyldes neurologiske årsager, så selvom man ikke selv kan styre dem, kan de blive påvirket af blandt andet stress.